# 音響生命体ノイズマン
『音響生命体ノイズマン』（おんきょうせいめいたいノイズマン）は、1997年11月22日に公開されたSTUDIO4℃制作の劇場用短編アニメーション映画である。監督は森本晃司。

## 概要
STUDIO4℃とバンダイビジュアルによる短編アニメーションで、人々から音楽を奪い、街を支配する怪物ノイズマンと、音楽の実によってノイズの呪縛から解き放たれた少年少女達の戦いを描いた作品。
監督はSTUDIO4℃を代表するクリエイター森本晃司が担当し、世界観設定・キャラクターデザイン（森本と共同）・作画監督（同左）には湯浅政明を起用。森本と湯浅のコンビネーションが生み出したかつてない色彩感覚と造形センスによる強烈なヴィジュアルを特徴とし、音楽と複雑に絡み合った会話劇が16分という上映時間の中でスピーディに展開される。また疾走感溢れる音楽は菅野よう子が手掛けた。
当初からDVD化を想定して制作され、映像と音響の両面にデジタル技術を大幅に導入している。フルデジタル映像によるスピード感あふれる画面とドルビーデジタルの迫力ある音響システムが当時話題になった。
1997年の東京国際ファンタスティック映画祭で初上映され、後に『王立宇宙軍 オネアミスの翼 サウンドリニューアル版』の併映短編として公開された。

## あらすじ
舞台は遠い未来、不思議な街チャンポンシティ。マッドサイエンティストのフランケン博士は、この世の全ての音楽をノイズの結晶にしてしまう不思議な生命体ノイズマンを作り出した。チャンポンシティの少年トビオと少女レイナはエアバイクを駆り、ノイズマンに命じられるままに"汚い音楽"を次々とノイズの結晶に変えて封じていった。
そんなある日、トビオとレイナは偶然に「音楽の木」から授かった“真実の実”を口にする。すると突然、街は歪み始め、どこからか心安らぐ魂のメロディが聞こえてきた。それまで自分たちがやってきたことはその魂のメロディを汚す行為だったことに気付いたトビオたちは、人々から音楽を奪い、街を支配する怪物ノイズマンに挑もうと決意する。

## 登場キャラクター
ノイズマン
声 - 小桜エツ子

トビオ
声 - 荻原秀樹

レイナ
声 - 岡本麻弥

マナブ
声 - 山口勝平

ススム
声 - 阪口大助

キョウコ
声 - 水原リン

マスター
声 - 小野健一

ポチ
声 - 中田雅之

クラブメンバー
声 - 岡田貴之

ゴースト
声 - 海老原英人

マシーン
声 - 彩木香里

手下
声 - 笠井律子、久保田恵

フランケン博士
声 - 納谷悟朗

## スタッフ
- 監督 - 森本晃司
- 脚本 - 森中英雄
- 原案 - beyond c.
- 企画 - 渡辺繁
- エグゼクティブ・プロデューサー - 茂木隆
- プロデューサー - 池口和彦、田中栄子
- キャラクターデザイン - 森本晃司、湯浅政明
- 作画監督 - 森本晃司 湯浅政明
- 設定デザイン - 湯浅政明
- 美術監督 - 平田秀一
- 色彩設定 - 中内照美
- 音楽監督 - 金橋豊彦
- 音楽 - 菅野よう子
- 音響監督 - 鶴岡陽太
- 録音 - 浅倉務
- サウンドデザイン - 山田稔、笠松広司
- 編集 - 足立浩
- CGI監督 - 斉藤亜規子
- テクニカルディレクター - 松見真一
- アニメーション制作 - STUDIO 4℃
- 製作 - バンダイビジュアル

## 主題歌
- CRYSTAL WILLIAMS「TREES MAKE SEEDS」（作詞：TIM JENSEN、作曲：菅野よう子）

## 映像商品
最初はパイオニアから販売されたDVDプレーヤーの初回特典として配布された。その後、『森本晃司DVDコレクション』の1タイトルとしてDVD化され、ローソンのオンライン予約システム「Loppi」限定で販売された。
- 『森本晃司コレクション 音響生命体ノイズマン NOISEMAN SOUND INSECT』（メーカー：バンダイビジュアル、発売日：2003年12月5日、型番：BCLP-0002）